# Marie Cremers

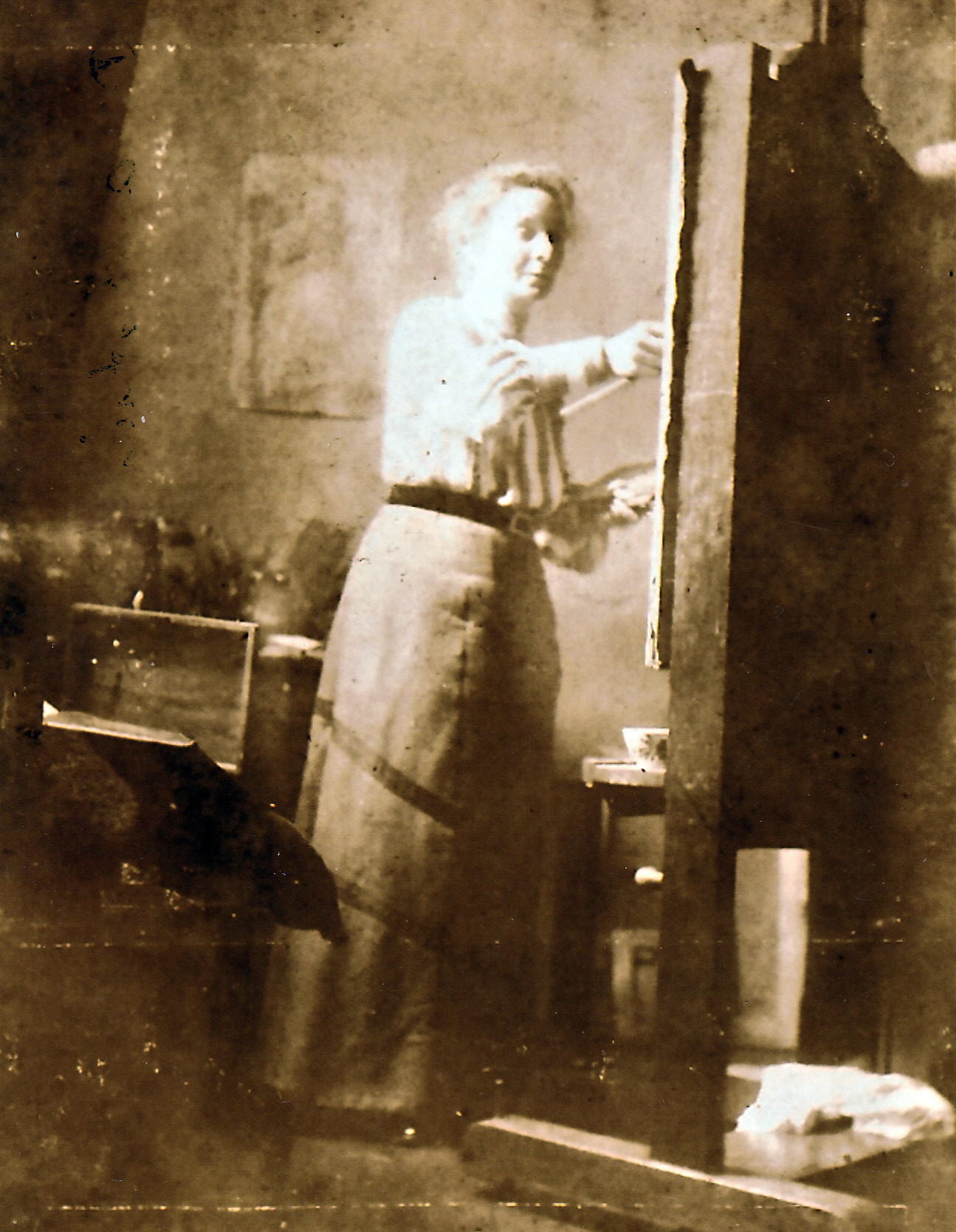
Marie Cremers (um 1910)

Maria Elisabeth Marie Cremers (* 12. Januar 1874 in Amsterdam; † 9. März 1960 in Bussum) war eine niederländische Malerin, Grafikerin, Illustratorin und Lithographin.

## Leben
Marie Cremers wurde am 12. Januar 1874 in Amsterdam geboren. Sie war die Tochter von Jacob Dirk Cremers und Eva van Gelder und studierte an der Rijksakademie van beeldende kunsten.
Sie wurde als Malerin von Jan Veth in Bussum ausgebildet, als sie noch in Amsterdam lebte, sowie von August Allebé, Marie van Regteren Altena und Georgine Schwartze. Ihr Schüler war Klaas Heeman. Cremers war Mitglied der Künstlervereinigung Arti et Amicitiae.
Cremers war auch als Autorin und Illustratorin tätig. Sie war mit Nicolaas Beets und Richard Roland Holst verwandt und stand in Kontakt mit Albert Verwey und Kitty van Vloten. Ihre Arbeiten wurden 1939 in der Ausstellung und Auktion „Unsere Kunst der Gegenwart“ im Rijksmuseum Amsterdam ausgestellt. Bekannt ist ihr Porträt von Paul van Eeden in Frederik van Eedens Gedichtsammlung „Pauls Erwachen“.
Marie Cremers starb am 9. März 1960 in Bussum.